# Skalka (Pražská plošina)
Vrch Skalka, zahrnovaný mezi původní pražské vrchy, se nachází v katastrálním území Smíchov. Najdeme zde i historické usedlosti.
Skalnaté částečně zalesněné návrší na levé straně údolí Motolského potoka, tvořené dvěma souběžný hřebeny (severní 310 m n. m., jižní 308 m n. m.), oddělené mělkým sedlem. Zatímco hřebeny jsou tvořeny odolným křemencem, sedlo méně odolnými ordovickými břidlicemi. Zejména jižní hřeben je velmi skalnatý, rozbrázděný četnými lomy. V sedle se rozkládá louka, hřebeny jsou zalesněny. Zalesněná část vrchu je chráněna jako přírodní památka. Na východní straně se nachází zchátralá stejnojmenná usedlost. Na severním okraji se nacházejí sportoviště náležející ke Košířům.
Z vrcholu jižního hřebene a omezeně i z dalších míst výhledy do údolí Motolského potoka a na Vidouli.
Nachází se zde rovněž chráněné území, a to z důvodu výskytu tzv. řevnických křemenců stop druhohorních mořských organismů aj., rovněž pak z důvodu dobře dokumentovaného litologického vývoje pražské pánve. Nachází se zde také vzácné rostliny, kyselé doubravy bikové a vřesové, v nižších úživnějších partiích též o dubohabřiny. Ze vzácnějších rostlin zde lze nalézt bělozářku liliovitou či skalník celokrajný. Chráněné území má rozlohu 9,8 ha.
Je zde doložena těžba křemene (začala neznámo kdy). V 19. století sloužil zdejší těžený materiál pro výrobu dlažebních kostek). Těžba byla ukončena před 1. světovou válkou, pravděpodobně roku 1913.